# Geer (comune)
Geer (in vallone Djer) è un comune belga di 3 490 abitanti, situato nella provincia vallona di Liegi. Prende il nome dal fiume Geer, che ha una delle sue sorgenti nella località di Lens-Saint-Servais.
Il comune è composto, oltre al capoluogo Geer, delle località (sections) di Boëlhe, Hollogne-sur-Geer, Lens-Saint-Servais, Omal, Darion e Ligney, che erano tutte comuni autonomi prima della fusione del 1977.